# Олимпийская ассоциация Гайаны
Олимпийская ассоциация Гайаны (англ. Guyana Olympic Association) — организация, представляющая Гайану в международном олимпийском движении. Основана в 1935 году, зарегистрирована в МОК в 1948 году.
Штаб-квартира расположена в Джорджтауне. Является членом Международного олимпийского комитета, Панамериканской спортивной организации и других международных спортивных организаций. Осуществляет деятельность по развитию спорта в Гайане.